# Belle Meade
Belle Meade é uma cidade localizada no estado norte-americano de Tennessee, no Condado de Davidson.

## Demografia
Segundo o censo norte-americano de 2000, a sua população era de 2943 habitantes. 
Em 2006, foi estimada uma população de 3141, um aumento de 198 (6.7%).

## Geografia
De acordo com o United States Census Bureau tem uma área de 
8,1 km², dos quais 8,1 km² cobertos por terra e 0,0 km² cobertos por água.

## Localidades na vizinhança
O diagrama seguinte representa as localidades num raio de 16 km ao redor de Belle Meade. 